# Clinton (Ohio)
Clinton – wieś w USA, w stanie Ohio, w hrabstwie Summit.
Liczba mieszkańców w 2000 roku wynosiła 1337.